# Короткий сплесень
Коро́ткий спле́сень (от нидерл. splitsing, от splitsen — «сплетать»; англ. Short Splice) — постоянное сращивание концов двух коротких тросов (или концов одного разорвавшегося троса) равного диаметра, материала, конструкции способом переплетения прядей без излома троса. Полученное соединение при правильном изготовлении имеет более высокую прочность, чем другие виды сплесня или узел. Сращивание тросов применяют в морском деле, лесосплаве, горном деле, строительстве.
Существует множество способов сращивания тросов. В английском флоте существует поговорка «на всяком корабле делают длинный сплесень по-своему, где всякий матрос делает короткий сплесень по-своему» (every ship has its own long splice and every sailor has his own short one).

## Способ завязывания
1. Наложить временную марку на некотором расстоянии от конца троса (также на конце второго троса).
2. Распустить трос на пряди (примерно на 3—4 оборота), на концах которых также наложить временные марки.
3. Совместить пряди двух концов так, чтобы они чередовались (перед пробивкой пряди натирают воском).
4. Пропустить среднюю прядь первого конца под прядь второго (также с оставшимися прядями первого конца).
5. Пропустить среднюю прядь второго конца под прядь первого (также с оставшимися прядями второго конца).
6. Повторять действия 3—4 раза, чтобы пряди были вплетены.
7. Околотить готовый сплесень мушкелем (некоторые накладывают трень, осмаливают и клетнюют, но под клетнем возможно отсыревание и ослабление сплесня).
8. Наложить постоянные марки с обеих сторон сплесня.

Ошибки при завязывании
- Если плотность сращиваемых прядей будет отличаться друг от друга, то при нагрузке — вероятен разрыв троса[17]

Плюсы
- Соединение — прочнее, чем иные сплесни[11]
- Позволяет соединить концы двух тросов одинакового диаметра, материала, структуры

Минусы
- При неправильном сплесневании происходит ослабление одной из прядей, которое вызывает повышенное напряжение в остальных прядях, в результате чего возможен разрыв троса[17]
- Значительное утолщение в месте сращивания делает неудобным прохождение троса через блок[18]

Применение
- В морском деле короткий сплесень применяют для постоянного соединения концов двух тросов[19], когда получившийся длинный трос не предназначен для прохождения через шкив блока[18], часто для снастей «стоячего» такелажа[20]